# رامون دیاز
رامون اَنجِل دیاز (به اسپانیایی: Ramón Ángel Díaz؛ زاده ۲۹ اوت ۱۹۵۹) مربی و بازیکن فوتبال سابق اهل آرژانتین است. رامون دیاز برای ریور پلاته به عنوان یک مهاجم و مربی کار کرد و برنده هشت عنوان است. او همچنین با نام مستعار ال پلادو El Pelado شناخته می‌شود.
رامون دیاز پیش‌تر هدایت تیم ملی فوتبال پاراگوئه را بر عهده داشت و توانسته بود با این تیم به فینال کوپا آمریکا راه پیدا کند. او قبلاً با دستمزد سالانه دو میلیون دلار مربی باشگاه فوتبال الهلال در لیگ حرفه‌ای فوتبال عربستان بود. رامون دیاز بعد از باخت به استقلال در لیگ قهرمانان آسیا از الهلال اخراج شد. او پس از مدتی هدایت تیم الاتحاد عربستان را بر عهده گرفت ولی در همان اوایل فصل به دلیل کسب نتایج ضعیف از کار برکنار شد.بعد از ان به لیگ مصر رفت و هدایت تیم الاهرام این کشور را بر عهده گرفت. رامون دیاز در سال ۲۰۲۱ برای هدایت تیم النصر امارات با مسئولان این باشگاه به توافق رسید. وی در سال ۲۰۲۲ برای دومین بار هدایت الهلال عربستان را برعهده گرفت و در جام باشگاه های جهان با این تیم به مقام نایب قهرمانی رسید.